# Aerostação
Aerostação - é a ciência que trata da navegação aérea em aparelhos mais leves que o ar (aeróstatos). Como tal é um dos dois ramos da Aeronáutica.

## Histórico
Seguem algumas datas e eventos importantes para a aerostação:
- 1709 - os primeiros  testes de Bartolomeu Lourenço de Gusmão com a sua Passarola.
- 1783 - as realizações práticas dos Irmãos Montgolfiercom o seu balão Montgolfière, e Jacques Charles, com o seu Charlière.
- 1785 - a travessia do Canal da Mancha por Jean-Pierre Blanchard e John Jeffries, demonstrando a viabilidade e importância estratégica do balão que seria comprovada no cerco à Paris de 1871 para superar o bloqueio alemão.
- 1852 - o voo do primeiro dirigível motorizado e controlado de Henri Giffard, em 24 de setembro.
- 1884 - o primeiro voo de um dirigível em circuito fechado, o La France de Charles Renard e Arthur Krebs.
- 1898 - o voo realizado por Santos Dumont, no seu Dirigível Nº1 em 18 de setembro.
- 1901 - o voo ao redor da Torre Eiffel realizado por Santos Dumont, no seu Dirigível Nº6 em 19 de outubro.
- 1904 - o voo do California Arrow, de Tom Baldwin, o primeiro dirigível prático dos Estados Unidos.
- 1914 - o balão de observação Caquot, inventado por Albert Caquot, começa a ser utilizado durante a Primeira Guerra Mundial.
- 1932 - o professor Auguste Piccard efetua o primeiro voo estratosférico utilizando uma cabine esférica ("Histoire de l'Aéronautique", L'Illustration).
- 1982 - Larry Walters realiza um voo estratosférico utilizando um conjunto de balões (em "cluster"), levando instrumentos de medição e observação.

## Aerostação nos dias de hoje

### Nos esportes
Hoje em dia, balões de ar quente, são bastante utilizados nas áreas de esporte e turismo.
Os balões à gás, também tem os seus aficionados, mas em menor número, pelo fato de ser mais caro e difícil de manter e operar. Todo ano ocorre a Copa Gordon Bennett para balões, onde se conhece os melhores balonistas.  
O voo em dirigível como esporte, apesar de existir, é pouco conhecido e difundido nos dias de hoje.

### Na ciência e tecnologia
Tipos específicos de balões, normalmente não tripulados, são bastante utilizados hoje em dia para estudos de clima e previsão de tempo. São os chamados balões de grande altitude, ou "balões meteorológicos". 
Estudos recentes indicam a possível utilização de balões como estrutura de suporte para oferta de internet banda larga em regiões remotas.

### Nos negócios
Apesar dos recentes esforços na comercialização de pequenos dirigíveis rígidos ou semirrígidos para finalidades específicas, eles ainda não conseguiram um mercado consistente, permanecendo o maior mercado, o de publicidade, com os dirigíveis não-rígidos ou "blimps".
Desde 1994, a empresa francesa  Aerophile SA, vem desenvolvendo e utilizando balões rebocáveis para utilização pública, e foram comercializados para: o Ballon Air de Paris, o Disneyland Resort Paris, além de outros clientes em Singapura, Hong Kong e Los Angeles.
Os balões e pequenos dirigíveis podem via a se tornar um meio de transporte de grande demanda, podendo cada veículo transportar algo em torno de 30 passageiros.